# Paranarsia joannisiella
Paranarsia joannisiella is een vlinder uit de familie tastermotten (Gelechiidae). De wetenschappelijke naam is voor het eerst geldig gepubliceerd in 1895 door Ragonot.
De soort komt voor in Europa.